# Spiegel TV (Magazin)
Spiegel TV (Eigenschreibweise SPIEGEL TV) ist ein von Spiegel TV produziertes deutsches Reportage-Magazin, das auf RTL ausgestrahlt wird. Für den Inhalt ist RTL selbst nicht verantwortlich, da es sich bei diesem Sendeplatz um eine gesetzlich vorgeschriebene Drittsendelizenz handelt. 

## Inhalt
Spiegel TV ist eine Fernsehsendung, die über aktuelle Themen aus deutscher und internationaler Politik, Wirtschaft und Gesellschaft informiert.
Das  Reportagemagazin verbindet Elemente des klassischen Dokumentarfilms mit denen des aktuellen Politmagazins und wird von Maria Gresz aus einem Fernsehstudio in Hamburg präsentiert. Bis zu seiner Ablösung als Chefredakteur des Nachrichtenmagazins moderierte Stefan Aust im wöchentlichen Wechsel mit Maria Gresz die Sendung. Von 2008 bis 2010 moderierte Gresz die Sendung im Wechsel mit Hendrik Vöhringer und seit 2010 mit Kay Siering.

## Ausstrahlung
Das Spiegel TV Magazin wurde ab dem 8. Mai 1988 am Sonntagabend ausgestrahlt. Wegen einer Neuordnung der Drittsendeplätze wird es seit dem 2. Juli 2018 montags von 23.25 Uhr bis 0 Uhr gesendet. Die Sendezeit sank dadurch von 45 Minuten auf 35 Minuten. Der Name der Sendung wurde von Spiegel TV Magazin zu Spiegel TV geändert.
Am 18. Juli 2014 teilte RTL mit, dass das Spiegel TV Magazin vorübergehend eingestellt werde. Als Grund wurde ein Formfehler bei der Vergabe der Drittsendeplätze genannt. Der Direktor der Niedersächsischen Landesmedienanstalt hatte den Vollzug der Zulassung angeordnet und nicht wie vorgeschrieben die Versammlung. Am 28. Juli 2014 ordnete eine Sonderversammlung der Niedersächsischen Landesmedienanstalt an, dass die Sendung wieder ausgestrahlt werden muss.

## Auszeichnungen
1989 erhielt Stefan Aust für die Sendung vom 9. Oktober 1988, bei der es um einen Nachruf auf Franz Josef Strauß ging, den Adolf-Grimme-Preis mit Silber.

## Kritik
Die 2019 ausgestrahlte Sendung "Saarbrooklyn – Der Randbezirk der Gesellschaft" nahm verwahrloste Gebäude und Problembezirke der saarländischen Landeshauptstadt in den Blick und wurde von Bewohnenden der Stadt und des Umlands als tendenziös und irreführend empfunden. Besondere Empörung löste neben dem Fokus auf die gravierendsten Missstände der Umstand aus, dass Angaben Dritter zufolge eine drogenabhängige Person vom Filmteam dafür bezahlt wurde, sich vor der Kamera eine Injektion zu setzen. Dies wurde vom Filmteam bestritten. Die Folge ist auf der Website von SpiegelTV nicht mehr verfügbar, war jedoch Inspiration für (teils satirische) Repliken, die ein positiveres Bild der Stadt und teils auch der Problembezirke zeichnen.
Im August 2020 kritisierte der Medienjournalist Stefan Niggemeier, dass sich Spiegel TV mit einer fremden Morddrohung als unerschrockenes Medium inszeniert und den Bedrohten im Stich gelassen habe. In einem Jahresrückblick zeigte die Redaktion eine Kugel, die sie angeblich als Reaktion auf einen Bericht über Immobiliengeschäfte eines libanesischen Clans geschickt bekommen habe. Die Kugel wurde aber an einen Libanesen geschickt, der dem Fernsehteam bei den Recherchen in Beirut half und nach weiteren Drohungen nach Deutschland floh. Der libanesische Helfer warf Spiegel TV vor, ihm nach seiner Flucht nicht genügend unterstützt zu haben. Die Redakteure von Spiegel TV bestritten dies und behaupteten, dass er den Libanon sowieso verlassen wollte.
Der Verein Neue Deutsche Medienmacher zeichnete Spiegel TV im Dezember 2020 mit dem Negativpreis Goldene Kartoffel aus. Die Berichterstattung über Clan-Kriminalität sei verzerrt, stigmatisierend und rassistisch.

## Titelmelodie
Die markante Titelmelodie der Sendung heißt Mobile Unit und wurde von den Engländern George Fenton und Ken Freeman produziert. Der Titel wurde im Jahr 1980 auf der Vinyl-LP Handplayed by Robots über das Musiklabel KPM, welches bekannt für das Verlegen von Produktionsmusik ist, veröffentlicht. Von 1988 bis 2010 wurde das Original gespielt, seit 2010 wird eine stark veränderte Version genutzt.